# Meister der (Kölner) Ursula-Legende

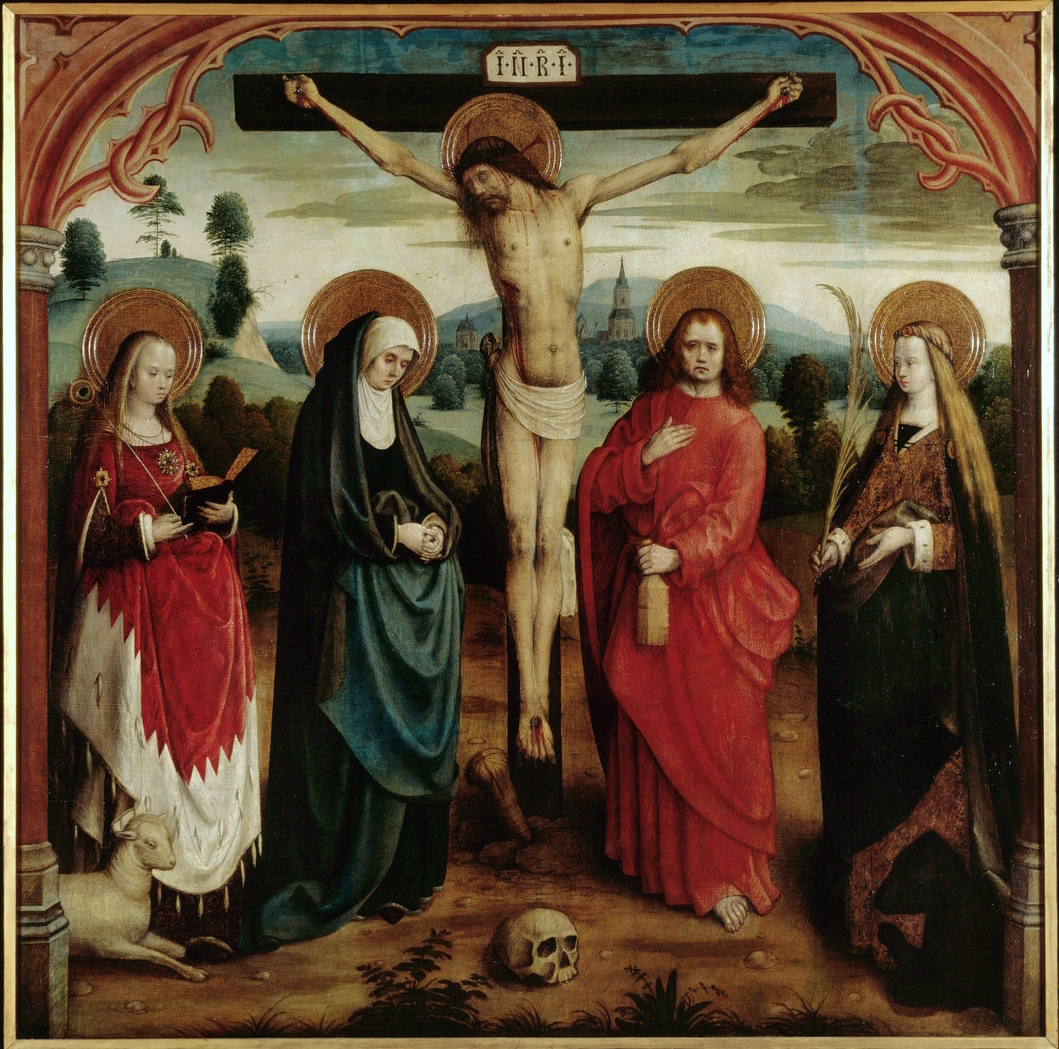
Kreuzigung mit Heiligen, um 1496/1500. Köln, Wallraf-Richartz-Museum

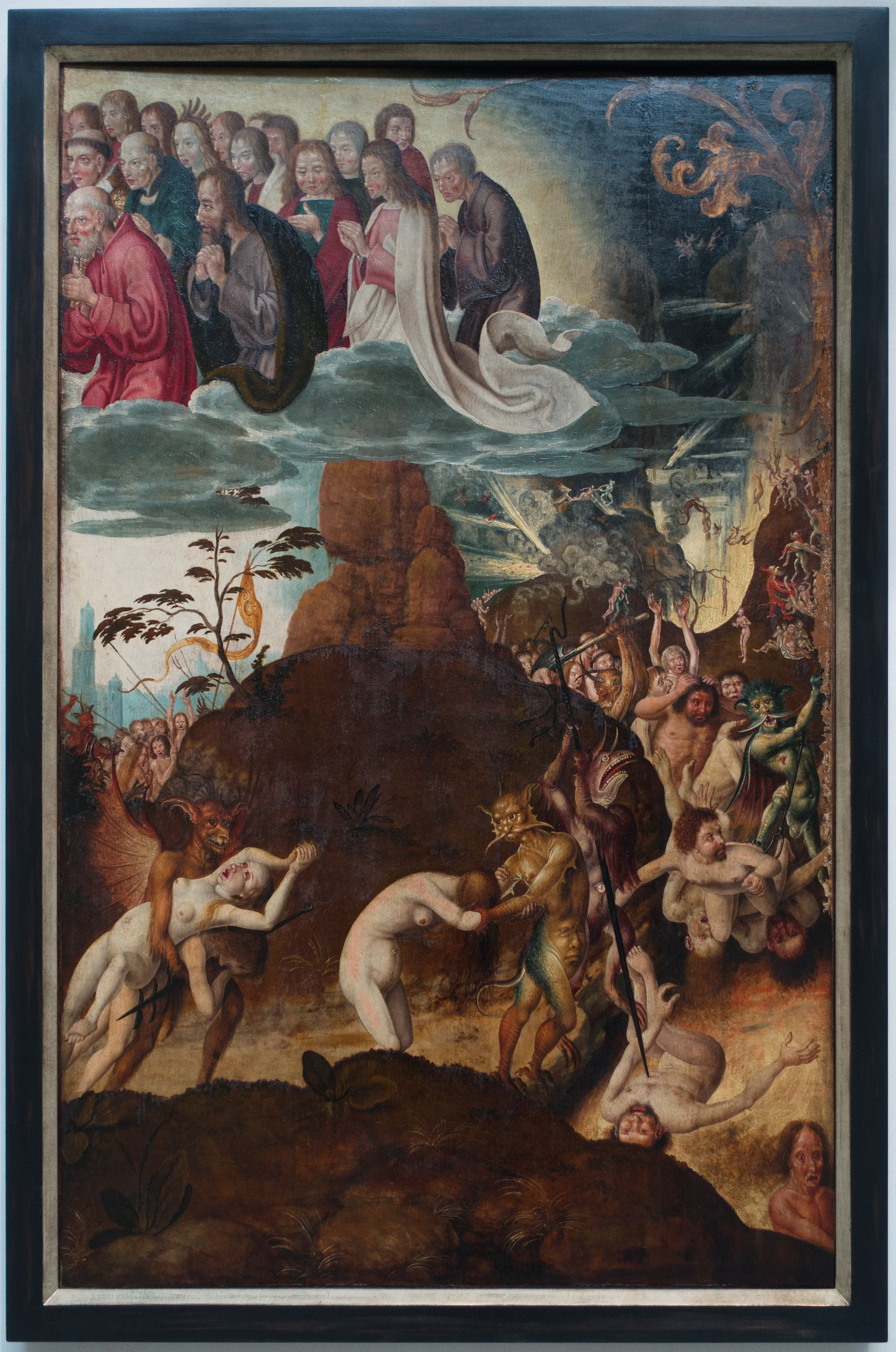
Jüngstes Gericht, um 1500. Köln, Kolumba

Als Meister der Ursula-Legende wird ein mittelalterlicher Maler bezeichnet, der von 1489/90 bis um 1510/15 in Köln tätig war. Der namentlich nicht bekannte Künstler ist nach seinem aus der Kölner Severinskirche stammenden Zyklus mit Darstellungen zur Legende der hl. Ursula benannt. Dieser ursprünglich aus mindestens 19 Leinwandgemälden bestehende der Ursula-Legende gewidmete Zyklus ist heute teilweise verschollen oder seit dem Zweiten Weltkrieg zerstört. Seine verbliebenen Teile sind in verschiedenen Museen Europas zu sehen. 
Sein Werk zeigt eine enge Beziehung zur niederländischen Malerei seiner Zeit.

## Kölner Ursula-Legende
Zur Abgrenzung von anderen namentlich nicht bekannten Künstlern des Mittelalters wie dem Brügger Meister der Ursula-Legende, dessen Notname in der Kunstgeschichte ebenfalls von einer Ursula-Legende als Hauptwerk abgeleitet wurde, sollte der Meister der Ursula-Legende aus Köln mit dem Zusatz Meister der Kölner Ursula-Legende geführt werden.

## Zugeschriebene Werke (Auswahl)
- Retabel der Heiligen Sippe, um 1485. Frauenberg, St. Georg
- Franziskaner-Retabel, um 1490/1500. Köln, Wallraf-Richartz-Museum
- Kreuzigung mit Heiligen, um 1496/1500. Köln, Wallraf-Richartz-Museum
- Ursula-Zyklus, um 1500. Köln, Wallraf-Richartz-Museum
  - Erscheinung des Engels
- Fünf Gemälde eines Zyklus zum Leben der Heiligen Ursula. Bonn, LVR-Landesmuseum Bonn
- Jüngstes Gericht, um 1500. Köln, Kolumba
- Marienaltar. Dresden, Staatliche Kunstsammlungen Dresden, Gemäldegalerie Alte Meister, Inv.-Nr. 3575